# Mátyásfalva
Mátyásfalva (1886-ig Mottófalu,szlovákul: Môťová, korábban Motovké-Dubravy) Zólyom városrésze, egykor önálló község Szlovákiában, a Besztercebányai kerületben, a Zólyomi járásban.

## Fekvése
Zólyom központjától 2 km-re délkeletre fekszik.

## Története
A régészeti kutatások szerint területén a 9. században szláv település állt.
Határában állt a 11. században Zólyom első vára, melynek sorsa nem ismert. Mátyásfalva első írásos említése 1401-ből származik, amikor „Motvafalva” néven említik. 1424-ben „Mothfalva” néven írják. 1588-ban felégette és kirabolta a török. 1773-ban „Mouttyova” a neve. A zólyomi uradalomhoz tartozó szabadok települése volt.
A 18. század végén Vályi András így ír róla: „MUOTYOVA. Tót falu Zólyom Várm. földes Ura G. Eszterházy Uraság, lakosai katolikusok, fekszik Zólyomhoz nem meszsze, és annak filiája, földgye sovány, határjának nagyobb része hegyes, káposztás, és kender földgyeit az áradások járják, néhol határja termékeny, és tágas, melly Zólyommal határos, legelője, réttye, erdeje elég, serháza is van.”
1828-ban 108 házában 563 lakos élt, akik főként mezőgazdasággal, állattartással foglalkoztak. Birtokosa az Eszterházi család volt.
Fényes Elek 1851-ben kiadott geográfiai szótárában így ír a faluról: „Motyova, tót falu, Zólyom vármegyében, Zólyom mellett: 14 kath., 549 evang. lak., s termékeny határral. F. u. a kamara.”
1910-ben 1252, túlnyomórészt szlovák lakosa volt. A trianoni diktátumig Zólyom vármegye Zólyomi járásához tartozott.
1949-óta Zólyom városrésze.

## Nevezetességei
- A Korpona felől Zólyomba tartó főút jobb oldalán, egy északnyugatra kinyúló földnyelven állt valaha Zólyom első fontos középkori erődítménye, melyet a helybeliek „Priekopa” néven ismernek. A várat oklevelek nem említik, fennállása és pusztulása az itt talált leletek alapján a 11. századra tehető. A vár területét a 20. század második felében felparcellázták, területén hétvégi házak sorakoznak.
- Határában víztározó található.

## Külső hivatkozások
- Mátyásfalva a magyar várak honlapján
- Mátyásfalva Szlovákia térképén

## Lásd még
- Zólyom
- Dobrókirályi
- Neresnica
- Zolna
- Zólyomlukó